# Escritura japonesa
La escritura del japonés es una combinación de 2 tipos de signos (logográficos y silábicos) que se usa para escribir el idioma japonés. Históricamente proviene de la escritura china, que fue llevada a Japón por medio de Corea,[cita requerida] en el siglo IV. La escritura japonesa comprende tres conjuntos de signos:
- Kana, silabarios:
  - Hiragana (ひらがな), silabario usado sobre todo para palabras de origen japonés, formado por 46 signos básicos y algunos auxiliares.
  - Katakana (カタカナ), silabario usado principalmente para palabras de origen extranjero, también con 46 signos básicos.
- Kanji (漢字), caracteres logográficos de origen chino, de los que hay miles.

Además es frecuente encontrar en ciertos contextos el sistema de transcripción Rōmaji (ローマ字), representación del japonés con el alfabeto latino.
El katakana fue creado por monjes budistas, mientras que el hiragana fue desarrollado por mujeres de la aristocracia. Por ello, incluso hoy en día, el hiragana está considerado como un sistema de escritura con cierto toque femenino o incluso infantil. En la actualidad, el katakana es utilizado para escribir fonéticamente palabras de origen extranjero (外来語), particularmente nombres de lugares y de personas. También se usa para escribir onomatopeyas y, en forma figurativa, para enfatizar palabras, de forma similar al uso exclusivo de mayúsculas, cuando se quiere llamar la atención. El hiragana, por su parte, se combina con los kanji como parte de la gramática japonesa. Desde hace unas décadas, el japonés ha adoptado muchas palabras extranjeras, siendo la mayoría de origen inglés y unas pocas del alemán. También hay palabras que provienen del español, y que se adoptaron hace algunos siglos, cuando los misioneros españoles y portugueses llegaron a Japón por primera vez. Por ejemplo, カッパ (kappa, 'capa') y quizá también パン (pan, 'pan').
El japonés hace uso del alfabeto romano bajo el nombre de rōmaji. Es utilizado para escribir nombres de marcas o compañías y también para escribir siglas internacionalmente reconocidas como CD. Existen distintos sistemas de romanización, de los cuales el más conocido es el sistema Hepburn (que es el de mayor aceptación y que se utiliza en la Wikipedia), aunque el Kunrei-shiki es el oficial (gubernamental) en Japón.
Originalmente existía un escaso número de sílabas posibles, pero en los últimos años, debido a la creciente influencia de los idiomas extranjeros (sobre todo del inglés), han sido anexados algunos sonidos que solo pueden ser escritos en katakana (ti, tu, di, du, tse, che, etc.).
| あ a  | い i   | う u   | え e  | お o    | (ya)     | (yu)     | (yo)     |
|       |        |        |       |         |          |          |          |
| か ka | き ki  | く ku  | け ke | こ ko   | きゃ kya | きゅ kyu | きょ kyo |
| さ sa | し shi | す su  | せ se | そ so   | しゃ sha | しゅ shu | しょ sho |
| た ta | ち chi | つ tsu | て te | と to   | ちゃ cha | ちゅ chu | ちょ cho |
| な na | に ni  | ぬ nu  | ね ne | の no   | にゃ nya | にゅ nyu | にょ nyo |
| は ha | ひ hi  | ふ fu  | へ he | ほ ho   | ひゃ hya | ひゅ hyu | ひょ hyo |
| ま ma | み mi  | む mu  | め me | も mo   | みゃ mya | みゅ myu | みょ myo |
| や ya |        | ゆ yu  |       | よ yo   |          |          |          |
| ら ra | り ri  | る ru  | れ re | ろ ro   | りゃ rya | りゅ ryu | りょ ryo |
| わ wa | ゐ wi  |        | ゑ we | を o/wo |          |          |          |
|       |        |        |       | ん n    |          |          |          |
|       |        |        |       |         |          |          |          |
| が ga | ぎ gi  | ぐ gu  | げ ge | ご go   | ぎゃ gya | ぎゅ gyu | ぎょ gyo |
| ざ za | じ ji  | ず zu  | ぜ ze | ぞ zo   | じゃ ja  | じゅ ju  | じょ jo  |
| だ da | ぢ ji  | づ zu  | で de | ど do   | ぢゃ ja  | ぢゅ ju  | ぢょ jo  |
| ば ba | び bi  | ぶ bu  | べ be | ぼ bo   | びゃ bya | びゅ byu | びょ byo |
| ぱ pa | ぴ pi  | ぷ pu  | ぺ pe | ぽ po   | ぴゃ pya | ぴゅ pyu | ぴょ pyo |

Los japoneses utilizan para escribir los mismos instrumentos que los occidentales, es decir, lápices y bolígrafos. Sin embargo, el pincel es por tradición la base para la enseñanza de la caligrafía japonesa (Shodō). La buena escritura a mano se considera en el Japón como referente de la personalidad y la buena caligrafía a pincel como una forma elevada de expresión artística.
La siguiente tabla muestra algunos ejemplos:
| Kanji | Hiragana | Katakana | Romaji  | Español         |
| 私    | わたし   | ワタシ   | watashi | Yo              |
| 女    | おんな   | オンナ   | on'na   | femenino        |
| 煙草  | たばこ   | タバコ   | tabako  | tabaco, cigarro |

## Elección de escritura

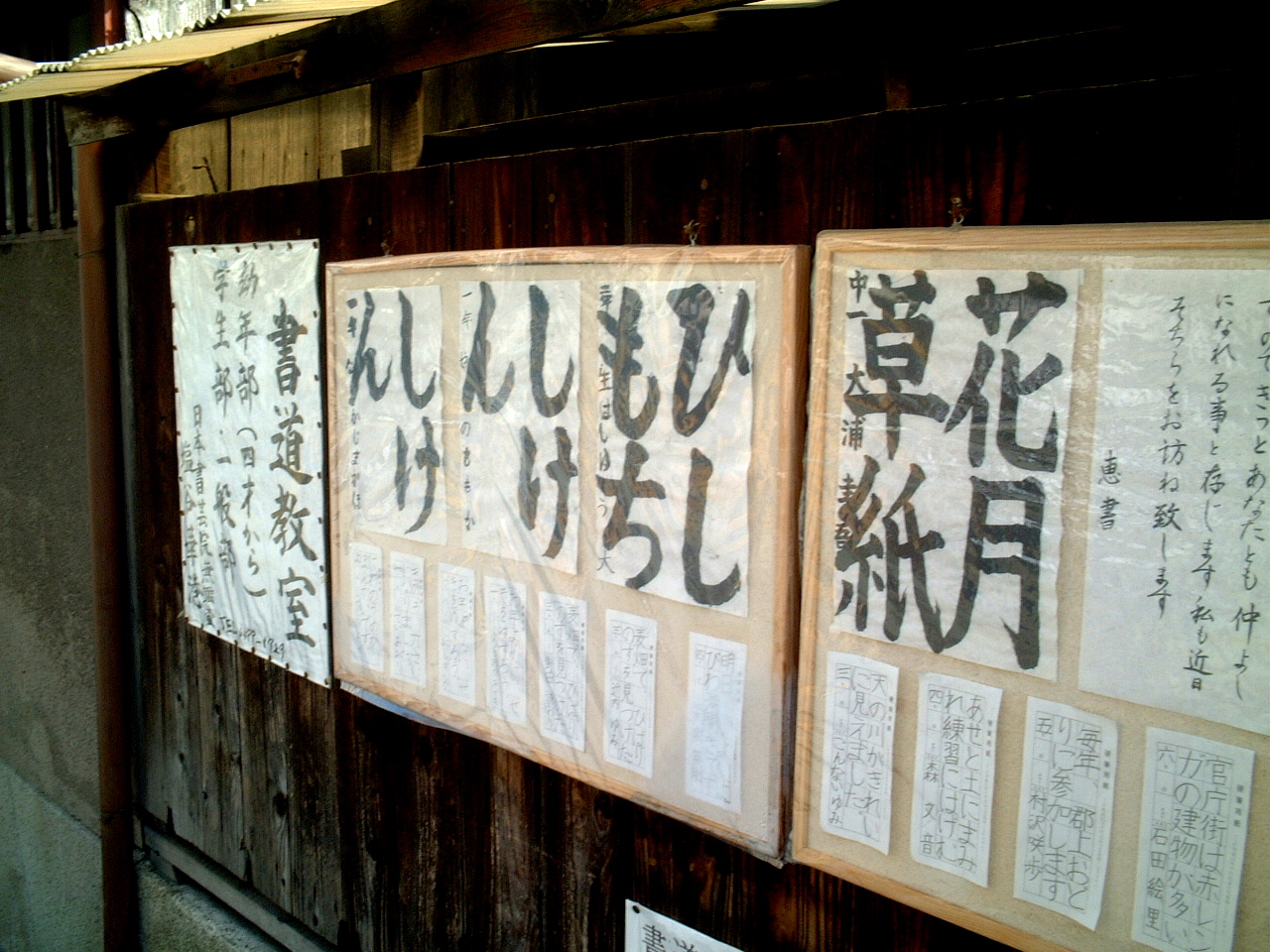
Caligrafía japonesa.

Todas las palabras en japonés pueden ser escritas en katakana o hiragana. Muchas palabras tienen su forma kanji también. La elección del sistema de escritura depende de muchos factores.
En hiragana se suelen escribir las palabras propias del japonés. El katakana se utiliza para los extranjerismos y para las onomatopeyas producidas por objetos.
Si bien cualquier palabra japonesa puede escribirse a base de hiragana o katakana, e incluso ha habido propuestas con el fin de abolir los kanji, el número relativamente limitado de sonidos del japonés hace que este cuente con una gran cantidad de homófonos, es decir, diversas palabras tienen la misma pronunciación pero su significado es diferente. Bajo esta premisa, el uso exclusivo de silabarios ocasionaría dificultades al leer, mientras que con kanji, esta barrera queda superada. Por ejemplo, una sílaba como hi (ひ) tiene varios significados, como sol (日) y fuego (火). En estos casos, el uso del kanji es decisivo para entender la palabra. De forma más sutil, los kanji pueden alterar una palabra de formas que son imposibles para los sistemas de escritura alfabéticos occidentales. El verbo japonés para "ver" se lee miru, pero se puede escribir con kanji como 見る, 観る, 診る, 看る, 視る. Cada versión significa de cierto modo "ver" pero con matices distintos: 見る= ver, en general; 観る= ver una película o un paisaje;  診る= revisión médica; 看る= atender, cuidar, vigilar, 視る= ver, inspeccionar.